# Onthophagus confluens
Onthophagus confluens là một loài bọ cánh cứng trong họ Bọ hung (Scarabaeidae).